# NGC 5027
NGC 5027 је спирална галаксија у сазвежђу Девица која се налази на NGC листи објеката дубоког неба.
Деклинација објекта је + 6° 3' 43" а ректасцензија 13h 13m 20,9s. Привидна величина (магнитуда) објекта NGC 5027 износи 13,7 а фотографска магнитуда 14,5. NGC 5027 је још познат и под ознакама UGC 8297, MCG 1-34-10, CGCG 44-28, NPM1G +06.0375, IRAS 13108+0619, PGC 45936.